# Viks kommun
Viks kommun (norska: Vik kommune) är en kommun i landskapet Sogn i Vestland fylke i västra Norge. Kommunens centralort är tätorten Vikøyri.
Tidigare har kommunen tillhört dåvarande Sogn og Fjordane fylke.

## Administrativ historik
Viks kommun upprättades den 1 januari 1838 (som Viig formannskapsdistrikt) när Formannskapslovene från 1837 trädde i kraft. Kommunen omfattade då de västra och mellersta delarna av nuvarande Viks kommun samt ett område i den östra delen av nuvarande Høyangers kommun och ett område i den sydvästra delen av nuvarande Sogndals kommun.
Den 1 januari 1964 överfördes ett bebott område söder om Sognefjorden (Vangsnes socken med 189 invånare) från Balestrands kommun till Viks kommun. Samtidigt överfördes ett bebott område norr om Sognefjorden (Kvamsøy socken med 363 invånare) från Viks kommun till Balestrands kommun medan ett obebott område norr om samma fjord (gården Nybø och bruket Nygjerdet) överfördes från Viks kommun till Høyangers kommun.
Den 1 januari 1992 överfördes ett annat bebott område söder om Sognefjorden (grundkretsarna 0201 Feidje, 0202 Tjønn, 0203 Fresvik øvre och 0204 Fresvik nedre med totalt 572 invånare) från Leikangers kommun till Viks kommun.
Sedan gränsregleringarna 1964 omfattar Viks kommun enbart områden söder om Sognefjorden.

## Orter

### Tätorter
I Viks kommun finns en tätort:
- Vikøyri (centralort)

### Andra orter
- Arnafjord
- Feios
- Framfjord
- Fresvik
- Indrefjord
- Vangsnes

## Socknar
Inom Norska kyrkan är Viks kommun indelad i fem socknar:
- Arnafjords socken
- Feios socken
- Fresviks socken
- Vangsnes socken
- Viks socken

Socknarna ingår i Sogns prosteri i Bjørgvins stift.